# Рука допомоги (оповідь)
Рука допомоги (англ. The Helping Hand) — науково-фантастичне оповідання Пола Андерсона. Уперше опубліковане 1950 року видавництвом Street & Smith. Нагороджене премією Ретро-Г'юго.

## Сюжет
Опісля закінчення війни між системами Кундалоа та Сконтаром перемовини з процесу врегулювання відновлення та життєдіяльності спустошених конфліктом територій очолила Ліга Об'єднаних Сонячних Республік. В оповіданні йдеться про вибір подальшого розвитку представниками ворожих рас — дипломати Валка Вахіно та Скорроган, і його подальші наслідки для їх націй щодо збереження ідентичності та впливу в Галактиці.